# Albert von Admont
Albert I. von Admont OSB (* um 1225; † nach 1275 in Admont) war ein salzburgischer römisch-katholischer Geistlicher und von 1268 oder 1269 bis 1275 Abt der Benediktinerabtei St. Blasius zu Admont.
Nach der Resignation von Ulrich Zant wählte das Stift Admont mit Albert I. einen ihrer Kapitulare zum neuen Abt. Am 30. Jänner 1270 erreichte er von Herzog Ottokar von Böhmen die Bestätigung der freien Gerichtsbarkeit des Klosters. „Am 12. August 1273 verbriefte der Salzburger Erzbischof Friedrich II. von Walchen die Widmungen an eine von Abt Albert I. errichtete, vom Bischof Heinrich II. von Chiemsee geweihte Kirche am linken Ennsufer nahe der Einmündung der Salza, die notwendig geworden war, weil vom Pfarrort Sankt Gallen aus insbesondere das Gebiet nördlich der Hochschwabgruppe der großen Entfernungen wegen nur schwer betreut werden konnte. ... Albert I. resignierte 1275 und starb bald nach seinem Rücktritt.“
In der Bewertung Jakob Wichners war Albert „ein ausgezeichneter Ordensmann, der seinen Untergebenen ein Herz voll Liebe entgegentrug; allein er hatte wenig Kenntnis von der Verwaltung eines großartigen Stiftskörpers, und es mangelte ihm jene Energie, jenes tatkräftige Auftreten, welches jene Zeit der Gesetzlosigkeit und des Faustrechts erheischte.“